# Ciyantang (köpinghuvudort i Kina, Hunan Sheng, lat 29,41, long 109,60)
Ciyantang (kinesiska: 茨岩塘, 茨岩塘镇) är en köpinghuvudort i Kina. Den ligger i provinsen Hunan, i den södra delen av landet, omkring 360 kilometer väster om provinshuvudstaden Changsha. Antalet invånare är 17 722. Befolkningen består av 8 554 kvinnor och 9 168 män. Barn under 15 år utgör 16,0 %, vuxna 15-64 år 73 %, och äldre över 65 år 9,0 %.
Runt Ciyantang är det ganska tätbefolkat, med 144 invånare per kvadratkilometer. Närmaste större samhälle är Min'an, 16,1 km väster om Ciyantang. I omgivningarna runt Ciyantang växer huvudsakligen savannskog.
Genomsnittlig årsnederbörd är 1 711 millimeter. Den regnigaste månaden är maj, med i genomsnitt 288 mm nederbörd, och den torraste är december, med 22 mm nederbörd.